# Werner Schneider (Kalligraf)
Werner Schneider (* 7. April 1935 in Marburg; † 12. Januar 2022) war ein deutscher Designer, Schriftentwerfer, Kalligraf und Hochschullehrer.

## Leben und Werk
Werner Schneider studierte von 1954 bis 1958 an der Werkkunstschule Wiesbaden bei Vincent Weber (Malerei) und Friedrich Poppl (Schriftgrafik). Nach seinem Studium war er Assistent von Friedrich Poppl. In der Nachfolge von Friedrich Poppl lehrte Schneider fast vierzig Jahr lang Schrift und Typografie an der Werkkunstschule Wiesbaden. 
Zu den von Werner Schneider entworfenen Satzschriften zählen unter anderem die Schneider Antiqua (1987) und die Schneider Libretto (1995), beide für den Schriftenhersteller H. Berthold AG; die serifenlose Vialog (zusammen mit Helmut Ness, 2002), die Schreibschrift Sunetta (2005) und die Schriftsippe Satero (2007), alle drei Schriften für Linotype.
Neben seinen Schriftentwürfen gestaltete Schneider visuelle Erscheinungsbilder, Logos und Buchumschläge. Für sein Werk wurde er mehrfach vom Type Directors Club of New York (TDC) ausgezeichnet.
Werner Schneider lebte und arbeitete in Bad Laasphe, Stadtteil Feudingen. Im Jahr 2000 übereignete er seinen künstlerischen Vorlass der Stiftung Archiv der Akademie der Künste Berlin.